# 1979 год в литературе

## События
- В США опубликован сборник неподцензурных текстов  альманах Метрополь.

## Премии

### Международные
- Нобелевская премия по литературе — Одисеас Элитис, «За поэтическое творчество, которое в русле греческой традиции, с чувственной силой и интеллектуальной проницательностью рисует борьбу современного человека за свободу и независимость»[1].

- Всемирная премия фэнтези за лучший роман —  Майкл Муркок, «Глориана, или Несостоявшаяся Королева» (англ. Gloriana).

- Всемирная премия фэнтези за лучший рассказ — Аврам Дэвидсон, «Неаполь» (англ. Naples).

- Премия «Хьюго» за лучший роман — Вонда Макинтайр, «Змей сновидений Вонды» (англ. Dreamsnake by Vonda)[2].

- Премия «Хьюго» за лучшую повесть — Джон Варли, «Навязчивость зрения» (англ. The Persistence of Vision)[2].

- Премия «Хьюго» за лучший рассказ — Кэролайн Джэнис Черри, «Кассандра» (англ. Cassandra)[2].

### Австрия
- Австрийская государственная премия по европейской литературе — не вручалась.

### Великобритания
- Букеровская премия — Пенелопа Фицджеральд, «В открытом море» (англ. Offshore)[3].

- Премия Сомерсета Моэма:

1. Хелен Ходгман, «Джек и Джилл» (англ. Jack & Jill).
2. Сара Мейтленд, «Дочь Иерусалима» (англ. 	Daughter of Jerusalem).

### Германия
- Премия Георга Бюхнера — Эрнст Майстер.

- Бременская литературная премия — Александр Клуге, «Neue Geschichten. Hefte 1-18, Unheimlichkeit der Zeit».

### Израиль
- Литературная премия имени Бялика:
  - номинация «Литература» — Аарон Аппельфельд,  Авот Йешурун.
  - номинация «Еврейская мысль» —  Ицхак Рафаэль, Иегуда Рацхави.

### Испания
- Премия Сервантеса — Хорхе Луис Борхес.

### СССР
- Ленинская премия в области литературы:
- Леонид Брежнев — трилогию «Малая Земля», «Возрождение» и «Целина»; «за неустанную борьбу за мир».

- Государственная премия СССР в области литературы:

1. Илья Зильберштейн за книгу «Художник-декабрист Николай Бестужев»;
2. Афанасий Коптелов за роман «Точка опоры»;
3. Роберт Рождественский за книгу стихов «Голос народа» и поэму «210 шагов»;
4. Василий Фёдоров за произведения последних лет;
5. Виктор Шкловский за книгу «Эйзенштейн».

- Премия имени М. Горького:

1. Ольга Кожухова — за повесть «Донник»;
2. Леонид Решетников — за книгу стихов «Благодарение»;
3. Владимир Солоухин — за повести и рассказы последних лет «Прекрасная Адыгене», «Трость», «Мёд на хлебе», «Барометр», «Варшавские этюды»;
4. Николай Шундик — за роман «Белый шаман».

- Премия Андрея Белого:
  - номинация поэзия —  Елена Шварц.
  - номинация проза —  Борис Кудряков.
  - номинация гуманитарные исследования — Евгений Шифферс.

### США
- Пулитцеровская премия за художественную книгу — Джон Чивер, «Рассказы Джона Чивера» (англ. The Stories of John Cheever)[4].

- Пулитцеровская премия за лучшую драму — Сэм Шепард, «Погребённое дитя» (англ. Buried Child)[5].

- Пулитцеровская премия за поэзию — Роберт Пенн Уоррен, «Время от времени» (англ. Now and Then)[6].

- Премия Эдгара Аллана По:
  - номинация за лучший роман — Кен Фоллетт, «Игольное ушко» (англ. Eye of the Needle)[7].
  - номинация за лучший первый роман — Уильям ДеАндреа, «Убит в рейтингах» (англ. Killed in the Ratings)[8].

### Франция
- Гонкуровская премия — Антонин Майе, «Пелажи-Тележка» (фр. Pélagie la Charrette)[9].

- Премия Ренодо — Жан-Марк Робер, «Чужие дела» (фр. Affaires étrangères).

- Премия Фемина — Пьер Муано, «Страж тени» (фр. Le Guetteur d’ombre).

- Премия Фенеона —  Жан Эшноз, роман Le Méridien de Greenwich.

- Премия Медичи — Клод Дюран, La Nuit zoologique.
  - номинация за лучшее зарубежное произведение Алехо Карпентьер, «Арфа и тень» (исп. El arpa y la sombra).

- Премия имени Даля — Наль Подольский, повесть «Кошачья история».

## Книги
- «Здесь Ах Пуч» (англ. Ah Pook is Here) — книга Уильяма Берроуза.
- «Приёмное отделение» — книга Евгения Терновского.

### Романы
- «Автостопом по галактике» (англ. The Hitchhiker’s Guide to the Galaxy — роман Дугласа Адамса.
- «Выбор Софи» (англ. Sophie's Choice) — роман Уильяма Стайрона.
- «Дом с привидениями» (пол. Nawiedzony dom) — роман Иоанны Хмелевской.
- «Если однажды зимней ночью путник» (итал. Se una notte d'inverno un viaggiatore) — роман Итало Кальвино.
- «Зримая тьма» (англ. Darkness Visible) — роман Уильяма Голдинга.
- «И вновь?» (англ. And Again?) — роман Шона О’Фаолейна.
- «Колодцы предков» (пол. Studnie przodków) — роман Иоанны Хмелевской.
- «Мёртвая зона» (англ. The Dead Zone) — роман Стивена Кинга.
- «Остров Крым» — роман Василия Аксёнова.
- «Рецидивист» (англ. Jailbird) — роман Курта Воннегута.
- «Слушай песню ветра» (яп. 風の歌を聴け) — роман Харуки Мураками.
- «ТАСС уполномочен заявить…» — роман Юлиана Семёнова.
- «Твёрдая рука» (англ. Whip Hand) — роман Дика Френсиса.

### Повести
- «Арфа и тень» (исп. El arpa y la sombra) — повесть Алехо Карпентьера.
- «Жук в муравейнике» — повесть братьев Стругацких.
- «Навеки — девятнадцатилетние» — повесть Григория Бакланова.
- «Трое с площади Карронад» — повесть Владислава Крапивина.
- «Чинуша на груше» (швед. En domdör i päronträdet) — повесть Биргитты Гедин.

### Поэзия
- «Андрей Полисадов» — поэма Андрея Вознесенского.
- «Думай о чём-нибудь другом» (норв. Tenk på noe annet) — сборник стихов Ролфа Якобсена.
- «Калина красная — калина чёрная» — сборник стихов Анатолия Жигулина.
- «Соловецкая чайка» — сборник стихов Анатолия Жигулина.
- «Ширь» — сборник стихов Сергея Наровчатова.

## Умерли
- 28 января — Ханс Шерфиг (Hans Scherfig), датский писатель-сатирик и художник.
- 8 февраля:
  - Николай Семёнович Тихонов, советский писатель, поэт, публицист, общественный деятель (родился в 1896).
  - Александру Филиппиде (Alexandru Philippide), румынский поэт, эссеист, критик.
- 8 марта — Бенджамин Каррион, эквадорский прозаик (родился в 1898).
- 1 мая — Виль Владимирович Липатов, русский советский писатель (родился в 1927).
- 22 мая — Владимир Михайлович Ивасюк, выдающийся украинский поэт и композитор (родился в 1949).
- 13 июня — Анатолий Васильевич Кузнецов, советский писатель (родился в 1929).
- 16 июня — Лазарь Иосифович Лагин, советский писатель (родился в 1903).
- 26 июня — Зиновий Яковлевич Биленко, украинский советский писатель (родился в 1909).
- 21 июля — Людвиг Ренн, немецкий писатель (родился в 1889).
- 5 августа — Владимир Васильевич Вейдле, литературовед, культуролог, либеральный мыслитель, историк культуры русской эмиграции (родился в 1895).
- 26 августа — Мика Тойми Валтари, финский писатель (родился в 1908).
- 28 августа — Константин Михайлович Симонов, советский писатель, общественный деятель (родился в 1915).
- 12 октября — Вирхилио Пиньера, кубинский поэт, прозаик, драматург, переводчик (родился в 1912).
- 24 октября — Корина Бий, швейцарский поэт и прозаик (родился в 1912).
- 25 октября — Рудольф Франк, немецкий и швейцарский актёр (родился в 1886).
- 10 ноября — Ривас Жоффруа, сальвадорский поэт, прозаик, лингвист (род. в 1908).
- 13 декабря — Бехчет Неджатигиль, турецкий писатель, поэт, драматург, переводчик и историк литературы (родился в 1916).
- 31 декабря — Степан Петрович Щипачёв, советский поэт (родился в 1899).